# Waveland (Indiana)
Waveland es un pueblo ubicado en el condado de Montgomery en el estado estadounidense de Indiana. En el Censo de 2010 tenía una población de 420 habitantes y una densidad poblacional de 509,95 personas por km².

## Geografía
Waveland se encuentra ubicado en las coordenadas 39°52′38″N 87°2′44″O / 39.87722, -87.04556. Según la Oficina del Censo de los Estados Unidos, Waveland tiene una superficie total de 0.82 km², de la cual 0.82 km² corresponden a tierra firme y (0%) 0 km² es agua.

## Demografía
Según el censo de 2010, había 420 personas residiendo en Waveland. La densidad de población era de 509,95 hab./km². De los 420 habitantes, Waveland estaba compuesto por el 98.1% blancos, el 0% eran afroamericanos, el 0.24% eran amerindios, el 0% eran asiáticos, el 0% eran isleños del Pacífico, el 0% eran de otras razas y el 1.67% pertenecían a dos o más razas. Del total de la población el 2.62% eran hispanos o latinos de cualquier raza.